# Mexico International 1959
Die Mexico International 1959 im Badminton fanden vom 18. bis zum 22. März 1959 in Mexiko-Stadt statt.

## Finalergebnisse
| Disziplin    | Sieger                          | Finalist                             | Ergebnis           |
| ------------ | ------------------------------- | ------------------------------------ | ------------------ |
| Herreneinzel | Bill W. Berry                   | David McTaggart                      | 15–11, 15–2        |
| Dameneinzel  | Pat Gallagher                   | Norma Pritula                        | 11–3, 11–7         |
| Herrendoppel | Bill W. Berry Michael Hartgrove | David McTaggart Bert Fergus          | 15–5, 11–15, 15–3  |
| Damendoppel  | Mary Connor Mildred Sirwaitis   | Carmela Martinez Maria Elena Vivanco | 15–5, 8–15, 17–15  |
| Mixed        | Bert Fergus Mildred Sirwaitis   | Bill W. Berry Ruth Berry             | 5–15, 17–15, 18–17 |